# Sophie (álbum)
Sophie é o segundo e último álbum de estúdio da cantora e produtora inglesa Sophie. É um álbum póstumo, lançado em 25 de setembro de 2024. Seu irmão, Benny Long, finalizou a produção das faixas após sua morte. Todas, exceto a primeira, têm um artista convidado.
O álbum teve cinco singles, sendo eles, respectivamente, "Reason Why", "Berlin Nightmare", "One More Time", "Exhilarate" e "My Forever".

## Antecedentes
Após a morte inesperada de Sophie em 2021, devido a uma queda acidental de um prédio de três andares em Atenas, começaram a ser discutidos planos de lançar suas obras ainda não lançadas. Em junho de 2021, Benny Long considerou a possibilidade de um lançamento póstumo do álbum que sucederia Oil of Every Pearl's Un-Insides, seu álbum de estreia, afirmando que tal projeto "só precisava de retoques finais". 
Segundo Long, o álbum estava "quase completo" na época da morte de Sophie.  A lista de faixas foi "esboçada" por ela. Como o engenheiro de estúdio dela por muito tempo, Long completou o álbum. Suas duas irmãs também estavam envolvidas no processo. Detalhes como arranjos e produção já haviam sido preparados em muitas das canções. Algumas músicas precisavam apenas de mixagem e masterização mínimas, enquanto outras estavam entre esboços e demos. Algumas discussões extensas com Sophie o orientaram na determinação da direção que cada faixa deveria tomar.  
Em 21 de junho de 2024, vários vídeos e postagens apareceram no canal de Sophie no YouTube e em uma nova conta de mídia social de nome "@msmsmsm_forever", provocando um anúncio em 24 de junho de 2024.   Na data anunciada, o primeiro single do álbum, "Reason Why", com Kim Petras e BC Kingdom, foi lançado junto com o anúncio do álbum póstumo autointitulado a ser lançado em setembro do mesmo ano. 
A família de Sophie postou uma declaração sobre o álbum via Instagram.  

Quando nós, a família da Sophie, demos os primeiros passos para concretizar esse projeto, entramos em contato com os amigos queridos com quem ela imaginou o álbum. Escrevemos: “Temos encontrado conforto na música que a Sophie nos deixou, é um presente que realmente apreciamos enquanto tentamos encontrar um caminho a seguir, com a Sophie sempre no centro de nossos mundos”. Sophie não costumava falar publicamente sobre sua vida privada, preferindo colocar tudo o que ela queria articular em sua música. Parece justo compartilhar com o mundo a música que ela esperava lançar, na crença de que todos nós podemos nos conectar com ela dessa forma, a que ela mais amava. 
Sophie deu tudo de si em sua música. É aqui que ela sempre pode ser encontrada.— Família da Sophie
Apesar de estar marcado para 27 de setembro de 2024, o álbum foi lançado em serviços de streaming dois dias antes, logo após a estreia de um vídeo de seis minutos apresentando entrevistas dos colaboradores do álbum.  

## Recepção
Segundo o Metacritic, o álbum recebeu críticas geralmente favoráveis, com uma nota de 71 de 100 baseada em 12 críticas.
A revista americana Rolling Stone alegou que o álbum estava "cheio de sucessos extremamente inventivos" e "estabelece um novo padrão para outros músicos ultrapassarem se ousarem". O jornal britânico The Guardian definiu o álbum como "denso e imprevisível, nunca se acomodando nos ritmos fáceis de um tributo póstumo", pontuando que, embora os álbuns póstumos sejam frequentemente meios de ganhar mais dinheiro por selos ou equipes administrativas oportunistas, o lançamento de Sophie se destaca, sendo uma "declaração mais completa".  A revista britânica musicOMH considerou que o álbum é "uma adição adequada ao seu legado".  Para a revista britânica DIY, foi "mais comemorativo do que conclusivo - uma celebração de boas-vindas; uma mensagem de secretária eletrônica revisitada". Drew Gillis para o jornal americano The A.V. Club descreveu-o como "uma homenagem comovente, embora não consiga capturar tudo o que ela era".  Jesse Dorris, da americana Pitchfork, chamou o álbum de uma "declaração agridoce, difícil de definir e invulgarmente segura de um dos maiores tomadores de riscos do século XXI",  enquanto Josh Korngut, da canadense Exclaim! considerou-o bem-sucedido, mas "não exatamente um projeto da SOPHIE". 
No entanto, Alex Rigotti, para a britânica NME, teve uma opinião menos positiva, opinando que "há uma impessoalidade corrosiva que assola muitas das faixas" e chegando à conclusão de que "o álbum não executa totalmente a visão única de SOPHIE".  Karl Smith, para a britânica The Quietus, declarou que "a ausência de SOPHIE é mais intensamente sentida nas muitas lacunas neste álbum póstumo de colaborador convidado", com muitas das características de sua música "reduzidas ou, em alguns casos, completamente inexistentes".  Charles Lyons-Burt, para a americana Slant Magazine, sentiu que "sem sua mistura patenteada de humor brincalhão e expressividade sincera para guiar o projeto, [o álbum] parece mais uma recriação do ChatGPT da marca única do pop de uma verdadeira visionária".  Escrevendo para a britânica Resident Advisor, Sasha Geffen opinou que o "segundo álbum subdesenvolvido revela o quanto do impacto de sua música veio de seus detalhes finais" e sente que, no álbum, faltava o "som propulsor e dinâmico da música que SOPHIE compartilhou poucos meses antes de sua morte", incluindo sua "HEAV3N livestream" de 2020. 

## Faixas
Créditos retirados da versão em vinil. Todas as faixas foram produzidas por Sophie e Benny Long.
| N.º            | Título                    | Duração |  |
| 1.             | "Intro (The Full Horror)" |         |  |
| 2.             | "Rawwwwww"                |         |  |
| 3.             | "Plunging Asymptote"      |         |  |
| 4.             | "The Dome's Protection"   |         |  |
| 5.             | "Reason Why"              |         |  |
| 6.             | "Live in My Truth"        |         |  |
| 7.             | "Why Lies"                |         |  |
| 8.             | "Do You Wanna Be Alive"   |         |  |
| 9.             | "Elegance"                |         |  |
| 10.            | "Berlin Nightmare"        |         |  |
| 11.            | "Gallop"                  |         |  |
| 12.            | "One More Time"           |         |  |
| 13.            | "Exhilarate"              |         |  |
| 14.            | "Always and Forever"      |         |  |
| 15.            | "My Forever"              |         |  |
| 16.            | "Love Me off Earth"       |         |  |
| Duração total: | Duração total:            | 67:02   |  |

Notas
- ↑[a]  "Always and Forever" tem uma interpolação de "One Man", da Chanelle.

## Créditos
- Sophie – produção
- Benny Long – produção
- Alex Evans – mixagem
- Matt Colton – masterização
- Renata Baksha – direção criativa, fotografia
- XK Studio – arte da capa
- International Magic – design, gatefold
- Calum Morton – consultoria artística